# Kusti Nõlvak
Kusti Nõlvak (* 6. November 1991 in Tallinn) ist ein estnischer Volleyball- und  Beachvolleyballspieler. Er wurde estnischer Meister sowohl in der Halle als auch im Sand.

## Karriere Halle
Nõlvak spielte Hallenvolleyball bis 2010 in seiner Heimatstadt bei Selver Tallinn und von 2010 bis 2015 bei TalTech Volleyball. Der Zuspieler war von 2008 bis 2011 auch in der estnischen Jugend- und Junioren-Nationalmannschaft aktiv. Von 2012 bis 2015 spielte er in der A-Nationalmannschaft.

## Karriere Beach
Seit 2016 spielt Nõlvak mit seinem Partner Mart Tiisaar Beachvolleyball auf der FIVB World Tour. Die besten Resultate waren dabei 2018 ein zweiter Platz beim 2-Sterne-Turnier in Singapur, 2019 ein zweiter Platz beim 3-Sterne-Turnier in Jūrmala, 2020 der Sieg beim 1-Stern-Turnier in Vilnius und 2021 ein fünfter Platz beim 4-Sterne-Turnier in Itapema. Nõlvak/Tiisaar nahmen auch an den Europameisterschaften 2019, 2020 und 2021 teil, hatten hier allerdings keine vorderen Platzierungen.